# WR 104
WR 104 é um sistema estelar trinário localizada a 7 500 anos-luz da Terra, na direção da constelação de Sagittarius. A estrela primária é uma Wolf-Rayet, abreviadamente WR, em uma órbita estreita junto a uma estrela da classe B0.5V na sequência principal, além de um companheiro mais distante.
A estrela WR é cercada por uma nebulosa Wolf-Rayet em espiral (ou nebulosa de Pinwhell). O eixo de rotação do sistema é direcionado para a Terra. Nos próximos séculos, a estrela de Wolf-Rayet provavelmente se tornará uma supernova com uma pequena chance de produzir uma erupção de raios gama de longa duração.
A possibilidade da supernova de WR 104 ter consequências destrutivas para a vida na Terra despertou o interesse nos meios de comunicação, e vários artigos de ciência popular foram publicados na imprensa desde 2008. Alguns artigos decidem rejeitar o cenário catastrófico, enquanto outros deixam isso como uma questão aberta. Os cientistas atualmente acreditam que as chances de WR 104 representar um risco para a Terra são pequenas.

## Sistema
O par espectroscópico consiste na estrela Wolf-Rayet e uma estrela de sequência principal da classe B0.5. A estrela WR é visualmente 0,3 magnitudes mais fraca do que a estrela companheira, embora a estrela WR seja tipicamente considerada primária, pois domina a aparência do espectro e é mais luminosa. Os dois estão em uma órbita quase circular separada por cerca de 2 AU. As duas estrelas completam uma órbita em 241,5 dias.
O companheiro terciário é 1.5 magnitudes mais fraco do que o par espectroscópico combinado. Pela cor e brilho, espera-se que seja uma estrela de sequência principal quente.

## Supernova
Ambas as estrelas do sistema WR 104 estão previstas para terminar seus dias como supernovas. A estrela Wolf-Rayet está na fase final do seu ciclo de vida e espera-se que se transforme em uma supernova muito mais cedo que a estrela companheira. Prevê-se que ocorra em algum momento dentro das próximas centenas de milhares de anos. Por ser relativamente próxima do Sistema Solar, a questão é saber se WR 104 representa um perigo para a vida na Terra.

### Erupção de raios gama
Além de uma supernova, os astrofísicos especularam se a estrela WR 104 tem o potencial de causar uma erupção de raios gama no final de sua vida. A estrela companheira certamente tem o potencial, mas a estrela Wolf-Rayet provavelmente se transformará em supernova bem mais cedo. Permanecem muitas incertezas e parâmetros desconhecidos para qualquer previsão confiável, e somente as estimativas esboçadas de uma GRB em WR 104 foram publicadas.
As estrelas Wolf-Rayet com uma velocidade de rotação suficientemente alta antes da supernova, poderiam produzir uma erupção de raios gama de longa duração, emitindo radiação de alta energia ao longo de seu eixo de rotação em dois jatos relativísticos orientados de forma oposta. Atualmente, os mecanismos para a geração de emissões de GRB não são totalmente compreendidos, mas é há uma pequena chance de que o componente Wolf-Rayet do WR 104 possa emitir uma quando for supernova.

### Efeitos na Terra
De acordo com os dados disponíveis para WR 104 e sua companheira, eventualmente, ambas as estrelas serão finalmente destruídas como supernovas, produzindo emissões radioativas concentradas como jatos relativísticos estreitos. Estudos teóricos de tais supernovas sugerem que a formação do jato se alinha com os eixos de rotação de sua estrela progenitora e seu eventual remanescente estelar, e preferencialmente expulsará a matéria ao longo de seus eixos polares.
Se esses jatos atingem nosso sistema solar, suas consequências podem prejudicar significativamente a vida na Terra e sua biosfera, cujo impacto verdadeiro depende da quantidade de radiação recebida, do número de partículas energéticas e da distância da fonte. Sabendo que a inclinação do sistema binário contendo WR 104 é aproximadamente 12° em relação à linha de visão, e assumindo que as duas estrelas têm seus eixos de rotação orientados de forma semelhante, sugere algum risco potencial. Estudos recentes sugerem que estes efeitos representam um perigo "altamente improvável" para a vida na Terra, com o qual, como afirmou o astrônomo australiano Peter Tuthill, a estrela Wolf-Rayet teria que passar por uma série extraordinária de eventos sucessivos:
1. A estrela Wolf-Rayet teria que gerar uma explosão de raios gama (GRB), no entanto, esses eventos estão principalmente associados a galáxias com baixa metalicidade e ainda não foram observadas em nossa galáxia. Alguns astrônomos acreditam que é improvável que WR 104 gere uma GRB;[19] Tuthill calcula a probabilidade de uma GRB em torno do nível de um por cento, mas adverte que é necessário mais pesquisa para ter confiança.
2. O eixo rotacional da estrela Wolf-Rayet teria que ser apontado na direção do nosso planeta. O eixo da estrela é estimado próximo ao eixo da órbita binária de WR 104. As observações da pluma espiral são consistentes com um ângulo do pólo orbital em qualquer lugar de 0 a 16 graus em relação à Terra, mas uma observação espectrográfica sugere um ângulo maior e, portanto, menos perigoso de 30° a 40° (possivelmente até 45°) graus.[20] As estimativas do arco atualmente variam de 2 a 20 graus.
3. O jato teria que alcançar nosso planeta para ser prejudicial. Quanto mais estreito o jato, mais longo ele será, mas com menos chances de acertar a Terra.